# 天外魔境 風雲カブキ伝 オリジナル・サウンドトラック
『天外魔境 風雲カブキ伝 オリジナル・サウンドトラック』（てんがいまきょう ふううんカブキでん オリジナル・サウンドトラック）は1993年7月21日にNECアベニューから発売されたサウンドトラック。
ハドソンから発売されたPCエンジンSUPER CD-ROM2用ソフト『天外魔境 風雲カブキ伝』に使用された楽曲の一部が収録されている。

## 収録曲
- トラック1、2、3、4、5、6、7、8、14、15、16、18、19 - 作曲・編曲：田中公平

1. メインタイトル（カブキ団十郎のテーマ）
2. 仮面の貴公子（世阿弥のテーマ）
3. 八雲・立つ（阿国のテーマ）
4. プッシュ富士山
5. 京を行く！
6. 倫敦を駆ける！
7. 敵を絶つ!!
8. 大航海
9. 黄金のカンビエ
歌：永井一郎、作詞：広井王子、作曲：田中公平、編曲：岸村正実
10. 満月のウンギエ
歌：山寺宏一、作詞：広井王子、作曲：田中公平、編曲：岸村正実
11. 千年のカルネ
歌：松本保典、作詞：広井王子、作曲：田中公平、編曲：岸村正実
12. 永遠のサングエ
歌：神谷明、作詞：広井王子、作曲：田中公平、編曲：岸村正実
13. 魔王ガープ
歌：小杉十郎太、作詞：広井王子、作・編曲：田中公平
14. 森　動く
15. 魔王!!
16. 凱旋公演
17. 魔王　復活
作詞：広井王子、作・編曲：田中公平
18. 浄化の舞
19. 回想

## スタッフ
（出典:）
- エグゼクティヴ・プロデューサー：工藤裕司
- スーパーバイザー：広井王子
- プロデューサー：三井啓介、富岡信夫
- ディレクター：柴田敏晴、小林正樹
- イラスト：辻野寅次郎
- スペシャルサンクス：齋藤裕二、湯澤河童、山田真木、和気正則、荒井弘二
- 株式会社ハドソン
- 株式会社レッドカンパニー
- 株式会社イマジン